# Danny Pfeil
Danny Pfeil (* 1. März 1969) ist ein deutscher Automobilrennfahrer und Unternehmer.

## Karriere
Danny Pfeil begann seine Rennfahrerlaufbahn Mitter der 1980er Jahre im Kartsport.
1991 wechselte er in den Formelsport und fuhr zwei Saisons in der Formel Opel und beendete 1992 die Saison mit dem vierten Platz. Parallel startete er von 1991 bis 1993 im Deutschen Formel-3-Cup. Seine beste Platzierung dort war 1993 der 17 Rang in der Jahreswertung.
Ab der Saison 1994 trat Pfeil nicht mehr im Formelsport an und fuhr bis 1996 im Porsche Carrera Cup Deutschland. Dort erzielte er 1996 mit dem vierten Platz sein bestes Saison-Ergebnis. 1994 startete er für das Team Mühlbauer Motorsport beim 1000-km-Rennen von Paris der International GT Endurance Series und belegte mit seinen Team-Kollegen auf einem Porsche 964 Carrera RSR 3.8 den dritten Platz in der Gesamtwertung und den zweiten Platz in der GT3-Klasse.
Im selben Jahr war er für das Alfa-Romeo-Team Engstler für den DTM-Lauf auf dem Norisring gemeldet – startete jedoch nicht.
1995 bestritt er parallel zum Porsche Carrera Cup für das BERU-Zündtechnik Racing Team auch beim ADAC GT Cup einige Rennen.
In der Saison 1997 fuhr er mit einem Alfa Romeo 155 TS im Super-Tourenwagen-Cup und beendete diese mit dem 31. Platz. Danach beendete er seine aktive Rennfahrerkarriere.
Von 2011 bis 2015 war Danny Pfeil Teamchef des Ferrari-Privatteams GT-Corse, das in der VLN Langstreckenmeisterschaft Nürburgring und ab 2014 auch in der Blancpain Endurance Series GT3-Rennwagen auf Basis des Ferrari F430 und später des Ferrari 458 einsetzte.
Er ist Geschäftsführer eines Unternehmens für Motorsport-Lehrgänge, -Veranstaltungen und Rennwagen-Vermietung.